# Pterolophia infirmior
Pterolophia infirmior là một loài bọ cánh cứng trong họ Cerambycidae.